# الضحي (الحديدة)

تعديل مصدري - تعديل

الضحي هي مدينة يمنية تتبع محافظة الحديدة، وهي مركز مديرية الضحى، بلغ تعداد سكانها 13360 نسمة حسب الإحصاء الذي أجري عام 2004.

## الأحياء والحارات
| الحارة | عدد المساكن | عدد الأسر | الذكور | الأناث | الإجمالي |
| ------ | ----------- | --------- | ------ | ------ | -------- |

## روابط خارجية
- World Gazetteer:Yemen
- الجهاز المركزي للإحصاء بالجمهورية اليمنية
- المركز الوطني للمعلومات باليمن

1. ↑  الجهاز المركزي للإحصاء اليمني، تعداد اليمن 2004، QID:Q12202700